# The Wrong Trousers
The wrong trousers (en español: Los pantalones equivocados o El pantalón equivocado) es un cortometraje británico de animación stop-motion de 1993 dirigido y coescrito por Nick Park. Fue producido por Aardman Animations en asociación con Wallace y Gromit Ltd., BBC Bristol, Lionheart Television y BBC Children's International. Es la segunda película protagonizada por el excéntrico inventor Wallace (al que pone voz Peter Sallis) y su perro Gromit, tras A Grand Day Out (1989). En la película, un pingüino malvado, Feathers McGraw, utiliza unos pantalones robóticos para robar un diamante del museo de la ciudad.
The Wrong Trousers se estrenó en el Reino Unido el 26 de diciembre de 1993 en BBC Two. Al igual que la película anterior, recibió elogios de la crítica. Ganó el Oscar al mejor cortometraje de animación en 1994. Le siguieron A Close Shave (1995), The Curse of the Were-Rabbit (2005), Un asunto de pan o muerte (2008) y  La venganza se sirve con plumas (2024).

## Trama
Para su cumpleaños, Wallace regala a su perro, Gromit, un par de «tecno-pantalones» robóticos para que lo lleve de paseo. Para pagar sus deudas, Wallace alquila una habitación a un pingüino, que se hace amigo de Wallace y echa a Gromit de casa. El pingüino se interesa por los pantalones, que pueden caminar por paredes y techos, y los reconfigura en secreto para controlarlos a distancia. Gromit descubre que el pingüino es Feathers McGraw, un criminal que se disfraza de gallina poniéndose un guante rojo de goma en la cabeza.
Feathers obliga a Wallace a ponerse los pantalones, lo envía por la ciudad para cansarlo y luego lo manda a la cama. Gromit espía a Feathers mientras toma medidas del museo de la ciudad y descubre sus planes para robar un diamante. Mientras Wallace duerme, Feathers lo lleva al museo en pantalones. Se infiltra en el edificio y captura el diamante, pero activa la alarma, despertando a Wallace. Feathers lo lleva de vuelta a la casa y los atrapa a él y a Gromit en un armario a punta de pistola.
Gromit vuelve a manipular los pantalones para abrir el armario, y él y Wallace persiguen a Feathers a bordo de su maqueta de trenes. Wallace desarma a Feathers y se libera de los pantalones. Después de que el tren de Feathers choque con los pantalones, Gromit lo captura en una botella de leche. Feathers es encarcelado en el zoo de la ciudad, y Wallace paga sus deudas con el dinero de la recompensa. Los pantalones tecnológicos desechados se reactivan y se alejan hacia la puesta de sol.

## Producción

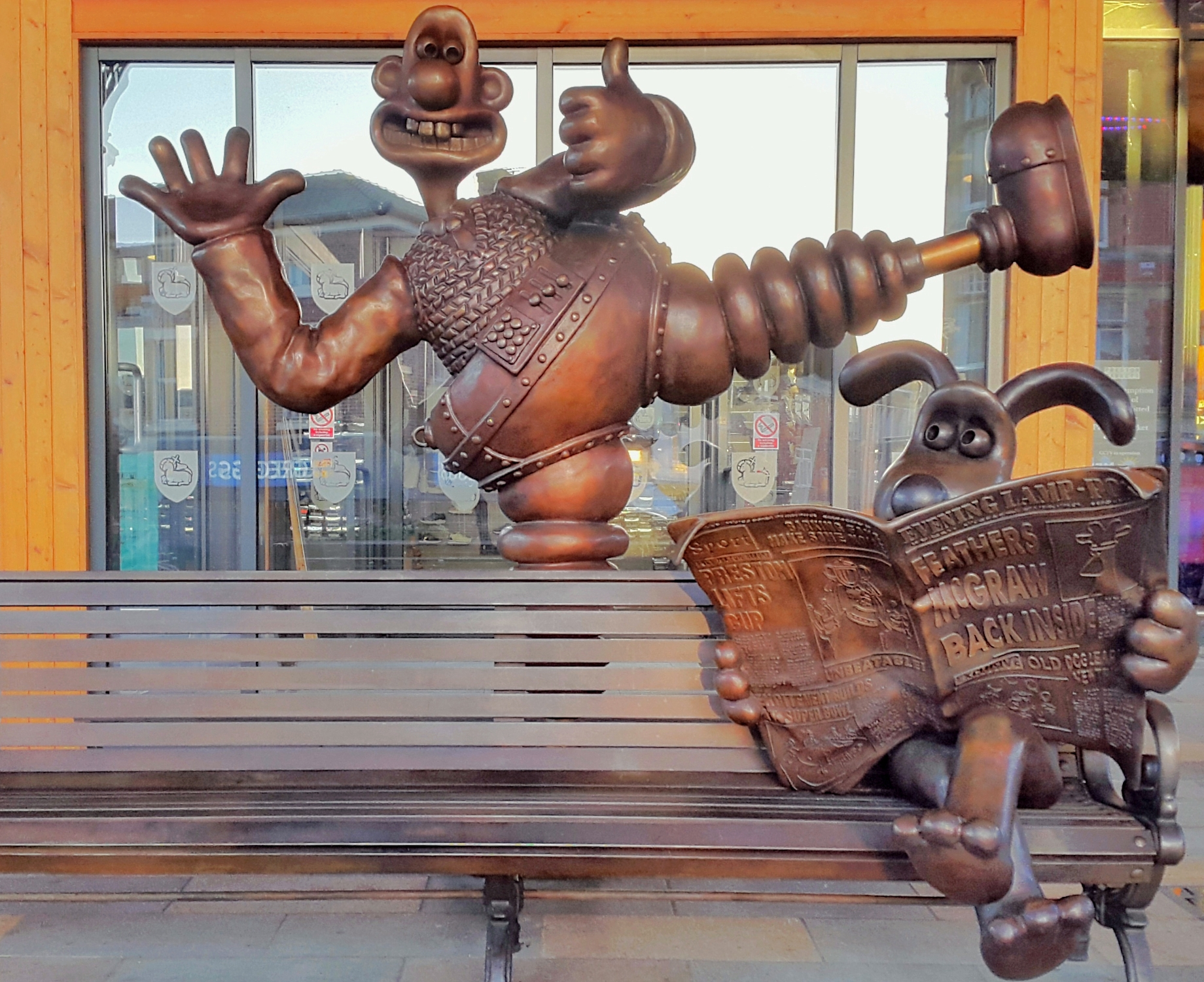
Escultura que representa The Wrong Trousers en el Market Hall de Preston, Lancashire.

La producción comenzó en 1990. Peter Sallis, que puso voz a Wallace, dijo que The Wrong Trousers se basaba libremente en la película de 1964 Topkapi, y afirmó que era su película favorita de Wallace y Gromit. David Sproxton, cofundador de Aardman y productor de las películas de Wallace y Gromit, ha declarado que The Wrong Trousers está «en una liga superior en términos de valores de producción y narrativa» en comparación con A Grand Day Out.
Mientras que Park escribió la mayor parte de A Grand Day Out, para The Wrong Trousers trabajó con el guionista de Doctor Who Bob Baker. Baker tomó ideas de los cuadernos de Park y sugirió que hicieran del dibujo de un pingüino el villano. Park quería incluir una persecución en una maqueta de ferrocarril, ya que consideraba que sería gracioso escenificar una secuencia de acción al estilo de Hollywood en una sala de estar, así que Baker sugirió que hicieran una película de atracos con el tren como desenlace. Sproxton la describió como cine negro, comparando las escenas del callejón con las de Alfred Hitchcock. Los animadores, que consideraban que la mayor parte de la animación stop-motion utilizaba una iluminación anodina, intentaron iluminar los decorados como si estuvieran rodando una película de acción real. Los animadores no pudieron revisar su metraje hasta que fue revelado en otro estudio de Londres. El primer corte duraba 38 minutos.

## Recepción
The Wrong Trousers fue elegida la decimoctava mejor serie de televisión británica por el British Film Institute. La película cuenta con un índice de aprobación del 100 % en Rotten Tomatoes, basado en 26 críticas, y una puntuación media de 9,1/10. El consenso de la crítica dice: «Entrañable y meticulosa muestra de animación stop motion, The Wrong Trousers resulta también divertidísima a carcajadas». Nick Hilditch de BBC describió el corto como «Es el tipo de espectáculo infantil del que los adultos quieren formar parte». Carla Monfort de Espinof dijo que «No todo se reduce a una animación artesanal (de esas que denotan el cariño puesto en cada personaje), sino que puede presumir de un guion chispeante y divertido, lleno de locuras maravillosas y personajes carismáticos. Doble mérito, ya que la mayoría de ellos a excepción de Wallace (que cuenta con el respaldo de la cómica interpretación de Peter Sallis), se expresan a través del lenguaje corporal».
La película obtuvo el Gran Premio en el Festival de Cine de Tampere y el Gran Premio en el Festival Mundial de Cine de Animación — Animafest Zagreb en 1994. The Wrong Trousers ganó el Oscar al mejor cortometraje de animación en 1994. En 2024, Michael Hogan, en la lista de The Guardian de los mayores villanos de la televisión infantil, situó a Feathers McGraw en el número uno, escribiendo: «El villano definitivo de la pantalla de nuestra era es un pingüino con un guante de goma rojo en la cabeza. El cerebro criminal de un metro de altura, armado con una pistola, aterrorizó por primera vez a los espectadores en 1993 en el corto ganador de un Oscar Los pantalones equivocados. [...] El hecho de que sea mudo y tenga unos ojos brillantes inexpresivos sólo lo hace más aterrador».